# El vuelco del cangrejo
El vuelco del cangrejo é um filme de drama colombiano de 2009 dirigido e escrito por Oscar Ruiz Navia. Foi selecionado como representante da Colômbia à edição do Oscar 2010, organizada pela Academia de Artes e Ciências Cinematográficas.

## Elenco
- Arnobio Salazar Rivas - Cerebro
- Rodrigo Vélez - Daniel